# Quararibea pendula
Quararibea pendula är en malvaväxtart som beskrevs av W.S. Alverson. Quararibea pendula ingår i släktet Quararibea och familjen malvaväxter. Inga underarter finns listade i Catalogue of Life.